# Хо Цюйбін му
Хо Цюйбін му (霍去病 墓, поховання Хо Цюйбіна) — одна з найважливіших пам'яток давньокитайського образотворчого мистецтва часів династії Хань.

## Розташування
Меморіал Хо Цюй-біна (140–117 роки до н. е.) знаходиться в 1 км на північний схід від усипальниці імператора Хань У-ді, входячи в загальний з нею похоронний комплекс Маолін (провінція Шеньсі).

## Хо Цюйбін
Був небожем улюбленої наложниці і матері первістка У-ді — пані Вей (Вей-фужень). Незважаючи на молодість, здобув собі славу видатного воєначальника, завдавши кілька нищівних поразок військам сюнну (хунну) в ході війни 121–123 років до н. е. За повідомленням письмових джерел, У-ді гірко оплакував дочасну (в 24 роки) смерть свого улюбленця і, щоб увічнити пам'ять про нього, наказав створити над його могилою небачений раніше меморіал. За задумом імператора, меморіал повинен був нагадувати про гору Ціляньшань, що входить в відріг Тяньшані на півночі сучасної провінції Ганьсу, біля якої молодий військовик здобув одну з найгучніших своїх перемог або (за іншою версією легенд про нього) помер під час бойових дій від ран або хвороби.

## Опис
Надземну частину поховання Хо Цюйбіна утворює курган, але його доповнюють кам'яні статуї, про які не згадується в письмових джерелах. Відомі 16 статуй, сім з них були виявлені і витягнуті з землі відносно недавно, у 1950-х роках. Висічені з гранітних брил залізними і сталевими інструментами, вони поділяються за манерою виконання на три основні групи. До однієї належать валуни, на поверхні яких намічені обриси фігур живих істот — ропухи довжиною 154 см, висотою 74 см, жаби довжиною 285 см і риби довжиною 110,5 см, завширшки 41, заввишки 70 см. У статуї ропух примітно відповідність фактури і кольору каменю особливостям зовнішності натури: підібраний валун темно—зеленого кольору, поцяткований прожилками. Іншу групу утворюють статуї фігур лежачих тварин — бика (160х260 см), тигра (84х200 см), коня (62х163 см) і слона (ширина 58х189 см, висота 58 см). У всіх випадках ретельно (наскільки дозволила твердість матеріалу) пропрацьовано деталі голів персонажів — вуха, очі, ніздрі; а у статуї тигра — вискалену пащу. Найбільш виразною представляється статуя слона: гладка фактура і темно—сірий колір каменю надають їй природність, а спускається на передні ноги хобот — настрій беззахисності, тому вона зазвичай вважається зображенням не дорослої тварини, а слоненяти.
До останньої групи прийнято відносити статуї, що характеризуються певною складністю художнього задуму і динамічністю. Такими є, по-перше, скульптура (висота 274, ширина 280 см) чудовиська — істоти з присадкуватим тулубом, довгими ногами і головою, увінчаною парою рогів, яке тримає в пащі вівцю. По-друге, скульптурна композиція (висота 277 см, ширина 172 см) ведмедя і мавпи, що борються, схожою на гігантську горилу, але з опоясаним торсом. Незважаючи на умовність зображень, вражаюче передано кульмінаційний момент сутички: мавпа могутніми лапами стискає ведмедя, що намагається вирватися. У третій статуї (114х260 см), що отримав назву «кінь, що топче варвара», майстерно відтворено шалену напругу тварини і охоплене жахом обличчя хунна, що корчиться під його копитами.
Серед статуй присутня також статуя (висота 222 см) людини, яка стоїть у повний зріст, з масивною головою, непропорційно великий порівняно з природним будовою людського тіла. На обличчі статуї виразно помітно величезні круглі, немов широко розкриті, очі і великий, мовби розтягнутий в усмішці рот. Перераховані деталі дозволяють вбачати в цій статуї зображення духу чи божества. Ще кілька статуй збереглися настільки погано, що їх неможливо розпізнати.

## Дослідження
Меморіал генерала Хо Цюйбіна став відомий європейській науці напочатку XX ст. в результаті проведення декількох експедицій, члени яких, в першу чергу французькі вчені В.Сегален, Д.Лартік, побувавши в Китаї у 1914 році, надали докладний опис побачених ними статуй. З тих пір не вщухають дискусії з приводу справжніх причин створення такого похоронного пам'ятника, його можливої семантики і трактувань окремих статуй. Відкритими залишаються питання, де саме — на схилах могильного пагорба або перед ним, спочатку були поставлені статуї, і про те, чи існують якісь семіотичні принципи організації цього ансамблю.
Особливу увагу найчастіше приділяється статуї «кінь, що топче варвара». Згідно з однією точкою зору, А.Пулідана, вона перебувала на південний схід від алеї, що веде до могильного пагорбу, та немовби прикривала пагорб з півдня, тобто грала роль художньо—семіотичної домінанти пам'ятника. Головним аргументом на користь цієї версії служать особливості виконання статуї: всі її деталі відкриваються тільки людині, який підходить до поховання з півночі. Існує також думка, що статуя є алегорією протиборства жіночого (інь) і чоловічого (ян) світових начал, а не зображує батальну сцену, яка нагадує про військові подвиги Хо Цюйбіна. Загадковість меморіалу посилюється й тією обставиною, що, судячи за наявними археологічними матеріалами, у давньокитайській похоронній обрядовості, що передувала йому, була відсутня практика виконання надземної кам'яної скульптури, і, отже, при створенні даного ансамблю могли бути використані чужоземні по походженню художні та культові традиції.